# Liste der Gedichte aus Larenopfer
Dies ist eine Liste der Gedichte, die im Gedichtband Larenopfer von Rainer Maria Rilke, der 1895 erschien, enthalten sind.
| Titel                                                  | Erste Zeile                                             | Bemerkung | Entstehung                         |
| ------------------------------------------------------ | ------------------------------------------------------- | --- | ---------------------------------- |
| Im alten Hause                                         | Im alten Hause; vor mir frei                            | | 1895                               |
| Auf der Kleinseite                                     | Alte Häuser, steilgegiebelt                             | | 1895                               |
| Ein Adelshaus                                          | Das Adelshaus mit seiner breiten Rampe                  | | 1895                               |
| Der Hradschin                                          | Schau so gerne die verwetterte                          | | 1895                               |
| Bei St. Veit                                           | Gern steh ich vor dem alten Dom                         | | 1895                               |
| Im Dome                                                | Wie von Steinen rings, von Erzen                        | | 1895                               |
| In der Kapelle St. Wenzels                             | Alle Wände in der Halle                                 | | 1895                               |
| Vom Lugaus                                             | Dort seh ich Türme, kuppig bald wie Eicheln             | | 1895                               |
| Der Bau I.                                             | Die moderne Bauschablone                                | | 1895                               |
| Der Bau II. (Im Stübchen)                              | Traut ists, wenn verstohlen heulen                      | | 1895                               |
| Der Bau III. (Zauber)                                  | Oft seh ich die heimliche Stube belebt                  | | 1895                               |
| Der Bau IV. (Ein anderes)                              | Naht der Sohn mit schwerem Schritt                      | | 1895                               |
| Der Bau V. (Noch eines)                                | Auch dem blonden Kinde kam es                           | | 1895                               |
| Der Bau VI. (Und das letzte)                           | Still heut die Stube. – Weiß wie Kalk                   | | 1895                               |
| Ber Bau VII. (Im Erkerstübchen)                        | Nicht zu sehn das Alltagstreiben                        | | 1895                               |
| Der Novembertag                                        | Kalter Herbst vermag den Tag zu knebeln                 | | 1895                               |
| Im Straßenkapellchen                                   | Bei St. Loretto da brennt ein Licht                     | | 1895                               |
| Das Kloster                                            | Im Dämmerdustgeschwel                                   | | 1895                               |
| Bei den Kapuzinern                                     | Es hat der Pater Guardian                               | | 1895                               |
| Abend                                                  | Einsam hinterm letzten Haus                             | | 1895                               |
| Jar Vrchlický                                          | Ich lehn im Armstuhl, im bequemen                       | | 1895                               |
| Im Kreuzgang von Loretto                               | Still ist es in dem Kreuzgang, in dem alten             | | 1895                               |
| Der junge Bildner                                      | Ich muß nach Rom; in unser Städtchen                    | | 1895                               |
| Frühling                                               | Die Vögel jubeln – lichtgeweckt                         | | 1895                               |
| Land und Volk                                          | … Gott war guter Laune. Geizen                          | | 1895                               |
| Der Engel                                              | Hin geh ich durch die Malvasinka                        | | 1895                               |
| Allerseelen I.                                         | Rings liegt der Tag von Allerseelen                     | | 1895                               |
| Allerseelen II.                                        | „Jetzt beten, Willy, – und nicht reden!“                | | 1895                               |
| Bei Nacht                                              | Weit über Prag ist riesengroß                           | | 1895                               |
| Abend                                                  | Der Abend naht. – Die klare Zone                        | | 1895                               |
| Auf dem Woldschan I.                                   | Die dürren Äste übergittern                             | Am Abend des Tages von Allerseelen                                                                           | 1895                               |
| Auf dem Woldschan II.                                  | Ferner Lärm vom Wagendamm                               | | 1895                               |
| Wintermorgen                                           | Der Wasserfall ist eingefroren                          | | 1895                               |
| Brunnen                                                | Ganz verschollen ist die alte                           | | 1895                               |
| Sphinx                                                 | Sie fanden sie, den Schädel halb zerschlagen            | | 1895                               |
| Träume                                                 | Es kommt die Nacht, reich mit Geschmeiden               | | 1895                               |
| Maitag                                                 | Still! – Ich hör, wie an Geländen                       | | 1895                               |
| König Abend                                            | Wie König Balthasar einst nahte                         | | 1895                               |
| An der Ecke                                            | Der Winter kommt und mit ihm meine Alte                 | | 1895                               |
| Heilige                                                | Große Heilige und kleine                                | | 1895                               |
| Das arme Kind                                          | Ich weiß ein Mädchen, eingefallen                       | | 1895                               |
| Wenns Frühling wird                                    | Die ersten Keime sind, die zarten                       | | 1895                               |
| Als ich die Universität bezog                          | Ich seh zurück, wie Jahr um Jahr                        | | 1895                               |
| Superavit                                              | Nie kann ganz die Spur verlaufen                        | | 1895                               |
| Trotzdem                                               | Manchmal vom Regal der Wand                             | | 1895                               |
| Herbststimmung                                         | Die Luft ist lau, wie in dem Sterbezimmer               | | 1895                               |
| An Julius Zeyer                                        | Du bist ein Meister; – früher oder später               | | 1895                               |
| Der Träumer I.                                         | Es war ein Traum in meiner Seele tief                   | | 1895                               |
| Der Träumer II.                                        | Träume scheinen mir wie Orchideen                       | | 1895                               |
| Die Mutter                                             | Aufwärts die Theaterrampe                               | | 1895                               |
| Unser Abendgang                                        | Gedenkst du noch, wie guter Dinge                       | | 1895                               |
| Kajetan Týl                                            | Da also hat der arme Týl                                | Bei Betrachtung seines Zimmerchens, das auf der böhmischen ethnographischen Ausstellung zusammengestellt war | 1895                               |
| Volksweise                                             | Mich rührt so sehr                                      | | 1895                               |
| Das Volkslied                                          | Es legt dem Burschen auf die Stirne                     | Nach einer Kartonskizze des Herrn Liebscher                                                                  | 1895                               |
| Dorfsonntag                                            | Im Wirtshaus auf den blanken Dielen                     | | 1895                               |
| Mein Geburtshaus                                       | Der Erinnrung ist das traute                            | | 1895                               |
| In dubiis I.                                           | Es dringt kein Laut bis her zu mir                      | | 1895                               |
| In dubiis II.                                          | Der erscheint mir als der größte                        | | 1895                               |
| Barbaren                                               | Ich weiß von einem Riesenparke                          | | 1895                               |
| Sommerabend                                            | Die große Sonne ist versprüht                           | | 1895                               |
| Gerichtet                                              | Am „Ring“ stand einst ein Blutgerüst                    | | 1895                               |
| Das Märchen von der Wolke                              | Der Tag ging aus mit mildem Tone                        | | 1895                               |
| Freiheitsklänge                                        | Böhmens Volk! In deinen Kreisen                         | | 1895                               |
| Nachtbild                                              | Auch auf der Theaterrampe                               | | 1895                               |
| Hinter Smichov                                         | Hin gehn durch heißes Abendrot                          | | 1895                               |
| Im Sommer                                              | Im Sommer trägt ein kleiner Dampfer                     | | 1895                               |
| Am Kirchhof zu Königsaal (Aula regis)                  | Auf schloß das Erztor der Kustode                       | | 1895                               |
| Vigilien I.                                            | Die falben Felder schlafen schon                        | | 1895                               |
| Vigilien II.                                           | Am offnen Stubenfenster lehn ich                        | | 1895                               |
| Vigilien III.                                          | Horch, der Schritt der Nacht erstirbt                   | | 1895                               |
| Vigilien IV.                                           | Sie hat, halb Kind, einst eine Nacht                    | | 1895                               |
| Der letzte Sonnengruß                                  | Die Sonne schmolz, die hehre                            | Zu einem Bilde des Benes Knüpfer                                                                             | 1895                               |
| Kaiser Rudolf                                          | Hoch auf seiner Himmelswarte                            | | 1895                               |
| Aus dem Dreißigjährigen Kriege 1. (Krieg)              | Finster ist die Welt geworden                           | Kohleskizzen in Callots Manier                                                                               | 1895                               |
| Aus dem Dreißigjährigen Kriege 2. (Alea jacta est)     | „… Tod oder Sold!“                                      | Kohleskizzen in Callots Manier                                                                               | 1895                               |
| Aus dem Dreißigjährigen Kriege 3. (Kriegsknechts-Sang) | Lag auf einer Trommel nackt                             | Kohleskizzen in Callots Manier                                                                               | 1895                               |
| Aus dem Dreißigjährigen Kriege 4. (Kriegsknechts-Rang) | Bei uns gibts nicht Edelinge                            | Kohleskizzen in Callots Manier                                                                               | 1895                               |
| Aus dem Dreißigjährigen Kriege 5. (Beim Kloster)       | Was gibts? – Eine Klosterpforte?                        | Kohleskizzen in Callots Manier                                                                               | 1895                               |
| Aus dem Dreißigjährigen Kriege 6. (Ballade)            | Gestern zogen wilde Horden                              | Kohleskizzen in Callots Manier                                                                               | 1895                               |
| Aus dem Dreißigjährigen Kriege 7. (Der Fenstersturz)   | Naht Verrat mit leisem Schritte                         | Kohleskizzen in Callots Manier                                                                               | 1895                               |
| Aus dem Dreißigjährigen Kriege 8. (Gold)               | Dein Wams, Geliebter, ist voll Gold                     | Kohleskizzen in Callots Manier                                                                               | 1895                               |
| Aus dem Dreißigjährigen Kriege 9. (Szene)              | Du kniest am Markstein, Alter, sprich!                  | Kohleskizzen in Callots Manier                                                                               | 1895                               |
| Aus dem Dreißigjährigen Kriege 10. (Feuerlilie)        | Winters, als die Äste krachten                          | Kohleskizzen in Callots Manier                                                                               | 1895                               |
| Aus dem Dreißigjährigen Kriege 11. (Beim Friedland)    | Heimgekehrt von Schlacht und Schlag                     | Kohleskizzen in Callots Manier                                                                               | 1895                               |
| Aus dem Dreißigjährigen Kriege 12. (Frieden)           | Prag gebar die Mißgestalt                               | Kohleskizzen in Callots Manier                                                                               | 1895                               |
| Bei den Ursulinen                                      | Geh mittags zu den Ursulinen                            | | 1895                               |
| Aus der Kinderzeit                                     | Sommertage auf der ‚Golka‘                              | | 1895                               |
| Rabbi Löw I.                                           | Weiser Rabbi, hoher Liva, hilf uns aus dem Bann der Not | | 1895                               |
| Rabbi Löw II.                                          | Mitternacht und Mondgegleiße                            | | 1895                               |
| Rabbi Löw III.                                         | Kaum, daß aus dem Nachtkelch maijung                    | | 1895                               |
| Die alte Uhr                                           | Bald hättest, alte Rathausuhr                           | | 1895                               |
| Kämpfen I.                                             | Ein heißer Eid, ein gramerpreßter                       | | 1895                               |
| Siegen II.                                             | Der Tag beginnt sich kaum zu lichten                    | | 1895                               |
| Im Herbst                                              | Ein Riesenspinngewebe, zieht                            | | 1895                               |
| Der kleine ‚Dráteník‘                                  | Kommt so ein Bursche, ein junger                        | | 1895                               |
| In der Vorstadt                                        | Die Alte oben mit dem heisern Husten                    | | 1895                               |
| Bei St. Heinrich                                       | Hart am Kirchenaltargitter                              | | Prag, 22. März 1895                |
| Mittelböhmische Landschaft                             | Fern dämmert wogender Wälder                            | | Lautschin, Böhmen, Mitte Juli 1894 |
| Das Heimatlied                                         | Vom Feld klingt ernste Weise                            | | vermutlich 1894                    |